# Wioślarstwo na Letnich Igrzyskach Olimpijskich 1948 – dwójka podwójna mężczyzn
Rywalizacja w dwójkach podwójnych mężczyzn w wioślarstwie na Letnich Igrzyskach Olimpijskich 1948 rozgrywana była między 5 a 9 sierpnia 1948 na torze regatowym Henley Royal Regatta w Henley-on-Thames.
Wystartowało 12 osad z 12 krajów.

## Terminarz
| Data            |           |
| --------------- | --------- |
| 5 sierpnia 1948 | Runda 1   |
| 6 sierpnia 1948 | Repasaże  |
| 7 sierpnia 1948 | Półfinały |
| 9 sierpnia 1948 | Finały    |

## Format
W rundzie 1 rozegrano cztery wyścigi, z których zwycięskie osady awansowały do półfinału, pozostałe zaś do repasaży. Z trzech wyścigów repasażowych zwycięskie osady z każdego wyścigu awansowały do półfinału, pozostałe osady odpadały z rywalizacji. Z trzech wyścigów półfinałowych zwycięskie osady z każdego wyścigu awansowały do finału.

## Wyniki

### Runda 1
Bieg 1
| Miejsce | Narodowość      | Zawodnik                           | Czas   | Kwal |
| ------- | --------------- | ---------------------------------- | ------ | ---- |
| 1.      | Francja         | Jacques Maillet Christian Guilbert | 6:47,8 | Q    |
| 2.      | Wielka Brytania | Dickie Burnell Bert Bushnell       | 6:56,9 |      |
| 3.      | Włochy          | Mario Ustolin Francesco Dapiran    | 6:59,2 |      |

Bieg 2
| Miejsce | Narodowość | Zawodnik                         | Czas   | Kwal |
| ------- | ---------- | -------------------------------- | ------ | ---- |
| 1.      | Dania      | Ebbe Parsner Aage Larsen         | 6:50,1 | Q    |
| 2.      | Szwajcaria | Maurice Gueissaz Maurice Matthey | 6:58,7 |      |
| 3.      | Kanada     | Gabriel Beaudry Fred Graves      | 7:09,3 |      |

Bieg 3
| Miejsce | Narodowość | Zawodnik                       | Czas   | Kwal |
| ------- | ---------- | ------------------------------ | ------ | ---- |
| 1.      | Belgia     | Ben Piessens Willy Collet      | 6:50,9 | Q    |
| 2.      | Holandia   | Tom Neumeier Henk van der Meer | 6:56,1 |      |
| 3.      | Urugwaj    | Juan Rodríguez William Jones   | 7:14,0 |      |

Bieg 4
| Miejsce | Narodowość        | Zawodnik                        | Czas   | Kwal |
| ------- | ----------------- | ------------------------------- | ------ | ---- |
| 1.      | Stany Zjednoczone | Joe Angyal Arthur Gallagher     | 7:01,3 | Q    |
| 2.      | Argentyna         | Ángel Malvicino Teodoro Nölting | 7:08,0 |      |
| 3.      | Węgry             | Sándor Ormándi József Simó      | 7:12,1 |      |

### Repasaże
Bieg 1
| Miejsce | Narodowość      | Zawodnik                        | Czas   | Kwal |
| ------- | --------------- | ------------------------------- | ------ | ---- |
| 1.      | Wielka Brytania | Dickie Burnell Bert Bushnell    | b.d.   | Q    |
| 2.      | Holandia        | Tom Neumeier Henk van der Meer  | 7:00,2 |      |
| 3.      | Argentyna       | Ángel Malvicino Teodoro Nölting | 7:07,1 |      |

Bieg 2
| Miejsce | Narodowość | Zawodnik                         | Czas   | Kwal |
| ------- | ---------- | -------------------------------- | ------ | ---- |
| 1.      | Włochy     | Mario Ustolin Francesco Dapiran  | 6:53,9 | Q    |
| 2.      | Szwajcaria | Maurice Gueissaz Maurice Matthey | 7:00,2 |      |
| 3.      | Węgry      | Sándor Ormándi József Simó       | 7:12,5 |      |

Bieg 3
| Miejsce | Narodowość | Zawodnik                     | Czas   | Kwal |
| ------- | ---------- | ---------------------------- | ------ | ---- |
| 1.      | Urugwaj    | Juan Rodríguez William Jones | 7:02,1 | Q    |
| 2.      | Kanada     | Gabriel Beaudry Fred Graves  | 7:08,7 |      |

### Półfinały
Bieg 1
| Miejsce | Narodowość        | Zawodnik                     | Czas   | Kwal |
| ------- | ----------------- | ---------------------------- | ------ | ---- |
| 1.      | Wielka Brytania   | Dickie Burnell Bert Bushnell | 7:55,1 | Q    |
| 2.      | Stany Zjednoczone | Joe Angyal Arthur Gallagher  | 8:07,3 |      |
| 3.      | Belgia            | Ben Piessens Willy Collet    | 8:17,2 |      |

Bieg 2
| Miejsce | Narodowość | Zawodnik                        | Czas   | Kwal |
| ------- | ---------- | ------------------------------- | ------ | ---- |
| 1.      | Dania      | Ebbe Parsner Aage Larsen        | 7:48,3 | Q    |
| 2.      | Włochy     | Mario Ustolin Francesco Dapiran | 7:58,2 |      |

Bieg 3
| Miejsce | Narodowość | Zawodnik                           | Czas   | Kwal |
| ------- | ---------- | ---------------------------------- | ------ | ---- |
| 1.      | Urugwaj    | Juan Rodríguez William Jones       | 8:03,2 | Q    |
| 2.      | Francja    | Jacques Maillet Christian Guilbert | 8:33,2 |      |

### Finał
| Miejsce | Narodowość      | Zawodnik                     | Czas   |
| ------- | --------------- | ---------------------------- | ------ |
| złoto   | Wielka Brytania | Dickie Burnell Bert Bushnell | 6:51,3 |
| srebro  | Dania           | Ebbe Parsner Aage Larsen     | 6:55,3 |
| brąz    | Urugwaj         | Juan Rodríguez William Jones | 7:12,4 |